# Tropocyclops varicoides
Tropocyclops varicoides – gatunek widłonoga z rodziny Cyclopidae. Opisał go w 1907 roku brytyjski zoolog George Stewardson Brady, nadając mu nazwę Cyclops varicoides.